# ポーター (DD-356)
|          | |
| 艦歴     | |
| 発注     | |
| 起工     | 1933年12月18日 |
| 進水     | 1935年12月12日 |
| 就役     | 1936年8月25日 |
| 退役     | |
| その後   | 1942年10月26日に戦没 |
| 除籍     | 1942年11月2日 |
| 性能諸元 | |
| 排水量   | 1,850トン |
| 全長     | 381 ft (116.13 m) |
| 全幅     | 36 ft 2 in (11.02 m) |
| 吃水     | 10 ft 5 in (3.18 m) |
| 機関     | ギアードタービン、2軸推進、50,000 shp |
| 最大速   | 35ノット (65 km/h) |
| 乗員     | 194名 |
| 兵装     | （建造時）MK33火器管制システム 38口径5インチ砲8門 1.1インチ対空砲8門 21インチ魚雷発射管8門 （1942年）MK33火器管制システム 38口径5インチ砲8門 40mm対空砲2門 20mm対空砲6門 爆雷軌条2軌 |

ポーター (USS Porter, DD-356) は、アメリカ海軍の駆逐艦。ポーター級駆逐艦のネームシップ。艦名はデヴィッド・ディクソン・ポーター代将およびその息子のデヴィッド・ディクソン・ポーター海軍大将に因む。その名を持つ艦としては3隻目。

## 艦歴
ポーターは1933年12月18日にニュージャージー州カムデンのニューヨーク造船所で起工する。1935年12月12日にカーライル・パターソン・ポーターによって命名され進水した。1936年8月27日にフィラデルフィアで艦長フォレスト・B・ロイヤル中佐の指揮のもと就役する。
北ヨーロッパ海域での調整後、1937年5月に行われたジョージ6世の戴冠式に敬意を表してニューファンドランド島のセントジョンズを訪問、1937年6月から7月に行われたボーイスカウト・ジャンボリー時にはワシントン海軍工廠に停泊していた。その後太平洋艦隊に再び配属され、パナマ運河を通過して1937年8月5日にカリフォルニア州サンフランシスコに到着した。ポーターは第二次世界大戦が始まるまで、サンディエゴを拠点として太平洋艦隊と共に活動した。
1941年12月5日、ポーターは真珠湾を出航した。日本軍による真珠湾攻撃の2日前であった。巡洋艦および駆逐艦と共にハワイ海域を哨戒し、1942年3月25日に船団と共に西海岸へ向かった。西海岸沖で第1任務部隊と共に4ヶ月間活動した。8月半ばに真珠湾に戻り、ハワイ海域で訓練後、10月16日に第16任務部隊と共に出航、ソロモン諸島に向かった。
1942年10月26日、第16任務部隊はガダルカナル島北東部で日本軍と交戦する（南太平洋海戦）。不時着したエンタープライズの雷撃機の救助に向かったポーターに、雷撃機から誤って発射された魚雷が命中した（潜水艦伊21の雷撃とする資料もあるが誤り）。乗組員は艦を放棄し、ポーターはショー (USS Shaw, DD-373) の砲撃によって沈められた。
ポーターは1942年11月2日に除籍された。第二次世界大戦の戦功で1個の従軍星章を受章した。